# 4747 Jujo
4747 Jujo (1989 WB) là một tiểu hành tinh vành đai chính được phát hiện ngày 19 tháng 11 năm 1989 bởi Seiji Ueda và Hiroshi Kaneda ở Kushiro.